# 三十三七
三十 三七（みとう さな）は日本の女性声優。主にアダルトゲームに声をあてている。

## 出演作品
太字は主役・メインキャラクター

### ゲーム
2011年
- 脅迫3 〜遙かに響く光と影の淫哀歌〜（沢口 洋子）
- 聖麗奴学園（藤ヶ谷 美月）

2012年
- エロティ課 誘惑研修はじまるよ〜 〜しごいちゃうから覚悟なさい!〜（三倉 麻美[1]）
- カスタムメイド3D ボイスパック（純真[2]）
- 催眠遊戯（田浦 汐見）
- 性狂育 〜モンスターペアレントの理不尽な要求〜（斉藤 奈々里[3]）
- それゆけ!ぶるにゃんマンHARDCORE!!!（クータンセ）
- デモニオン 〜魔王の地下要塞〜（ミスカ[4]）
- ピュアガール（羽桐 れもん）
- 魔法少女ルキフェル桜花（綾乃瀬 なつめ[5]）
- ヨメ充!（塩小路 かなた[6]）

2013年
- VenusBlood -GAIA-（清明院 トモエ[7]）
- SEXティーチャー剛史 〜純情乙女が濡らしちゃう秘密の性感授業〜（天利 玲香）
- 聖エステラ学院の七人の魔女（しらせ[8]、三杉 優也[9]）
- 聖ブリュンヒルデ学園 少女騎士団と純白のパンティ 〜甲冑お嬢様の絶頂おもらし〜（エリーゼ[10]）

2014年
- それゆけ! ぶるにゃんマン えくすたしー!!!（クータンセ[11]）
- 魔法戦士エクストラステージ2 〜学園感獄〜（正義女王[12]）

2015年
- 巨乳ファンタジー3（コンスタンツィア[13]）
- 聖麗奴学園ERE（藤ヶ谷 美月）
- 痴漢王 〜淫欲の解放者〜（藤ヶ谷 美月[14]）
- 痴漢王 〜淫国の創造者〜（藤ヶ谷 美月）
- 塔の下のエクセルキトゥス（イズモ・アサクラ[15]）

2016年
- てにおはっ! 2 〜ねぇ、もっとえっちなコトいっぱいしよ?〜（吉川 琉美[16]）
- 新妻ふわトロ癒やらしエステ ～毎日がHなラッキー×トラブル×ハプニング～（早見 栞）

2017年
- ばくあね2 ～弟、いっぱいしぼっちゃうぞ!～（武坂 律香）
- 百奇繚乱の館（由比 薫）
- 巨乳ファンタジー3if（コンスタンツィア）

2018年
- てにおはっ! 2 リミットオーバー 〜まだまだいっぱい、エッチしよ?〜（吉川 琉美）

2019年
- 対魔忍RPG（穂稀 なお[17])

2023年
- VenusBlood GAIA International（清明院 トモエ、オルテ）[18]